# Севастіян Сабол

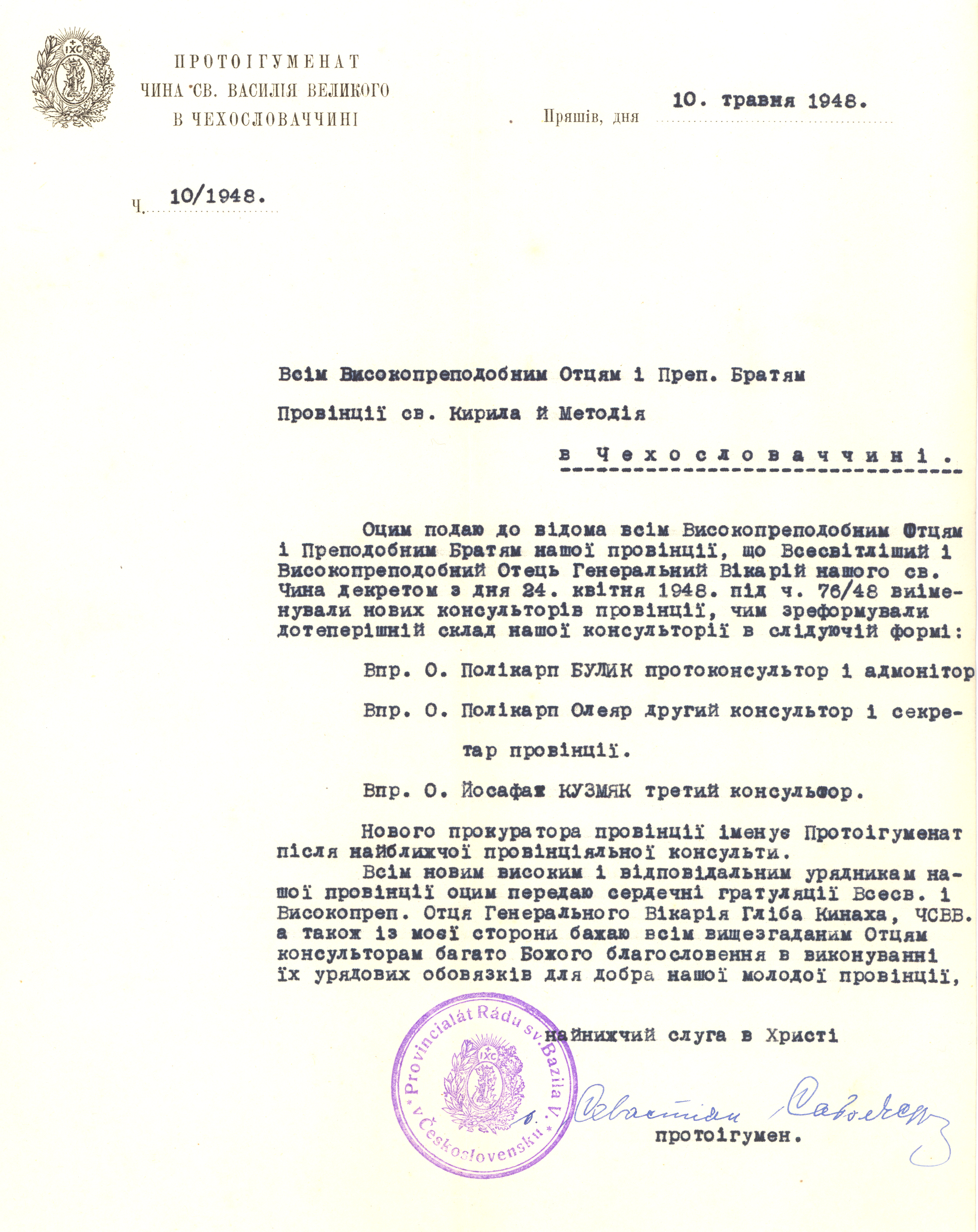
Лист чехословацького протоігумена С. Сабола, ЧСВВ, із р. 1948

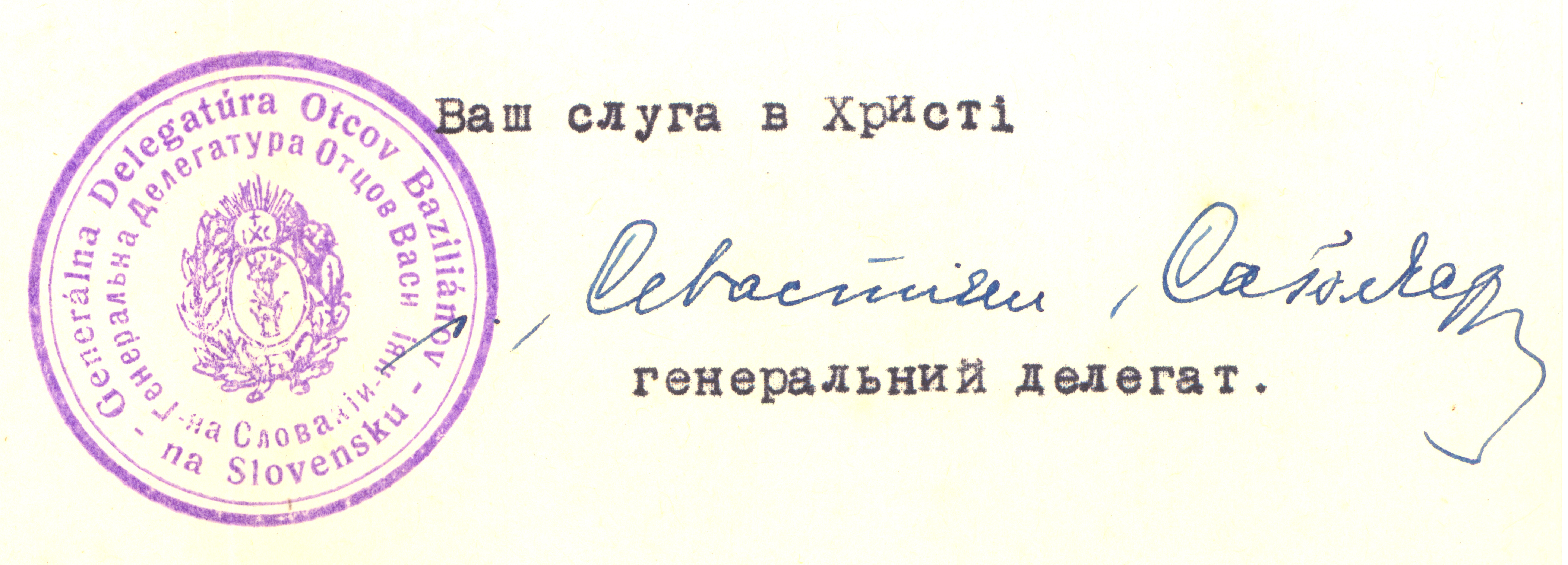
Підпис і печатка С. Сабола, ЧСВВ, як генерального делегата Чехословацькой делегатури Василіян із р. 1947

о. Севастія́н Са́бол (у світі Степа́н Миха́йлович Са́бол, псевдонім Зоресла́в (7 грудня 1909, Пряшів — 20 лютого 2003, Воррен) — український церковний та громадський діяч, священник УГКЦ, чернець василіянин, доктор наук, капелан, письменник i вчений-теолог Карпатської України та Пряшівщини.

## Життєпис
Севастіян Сабол народився 7 грудня 1909 року в Пряшеві. Мати — словачка римо-католицького сповідання; батько — словацькомовний русин, греко-католик.
У монахи Севастіян постригся на Чернечій горі в Мукачеві 1924 року. У 1926–1927 роках проходив схоластичні студії з гуманістики в монастирі св. Миколая у Крехові, де він відвідував кількаразові восьмиденні реколекції у о. Теодосія Тита Галущинського. Наступні два роки Сабол навчається у Лаврові біля Самбора і ще два роки у Добромилі, де вивчав риторику та філософію.
Вищу теологічну освіту здобув у Римі в 1931–1934 роках.
Після висвячення став професором теології в богословській семінарії в Ужгороді та редактором журналів «Благовісник» та «Місіонер».
Видав дві поетичні збірки — «Зі серцем у руках» (1933 р.) та «Сонце й блакить» (1936 р.).
У 1938–1939 роках був капеланом (священником) Карпатської Січі в Хусті. Один із керівних членів Товариства Українських Письменників і Журналістів. В березні 1939 року угорська влада депортувала його з Закарпатського губернаторства в Словацьку республіку, де він заснував 4 українські монастирі і став провінціальним настоятелем василіян у Словацькій республіці.

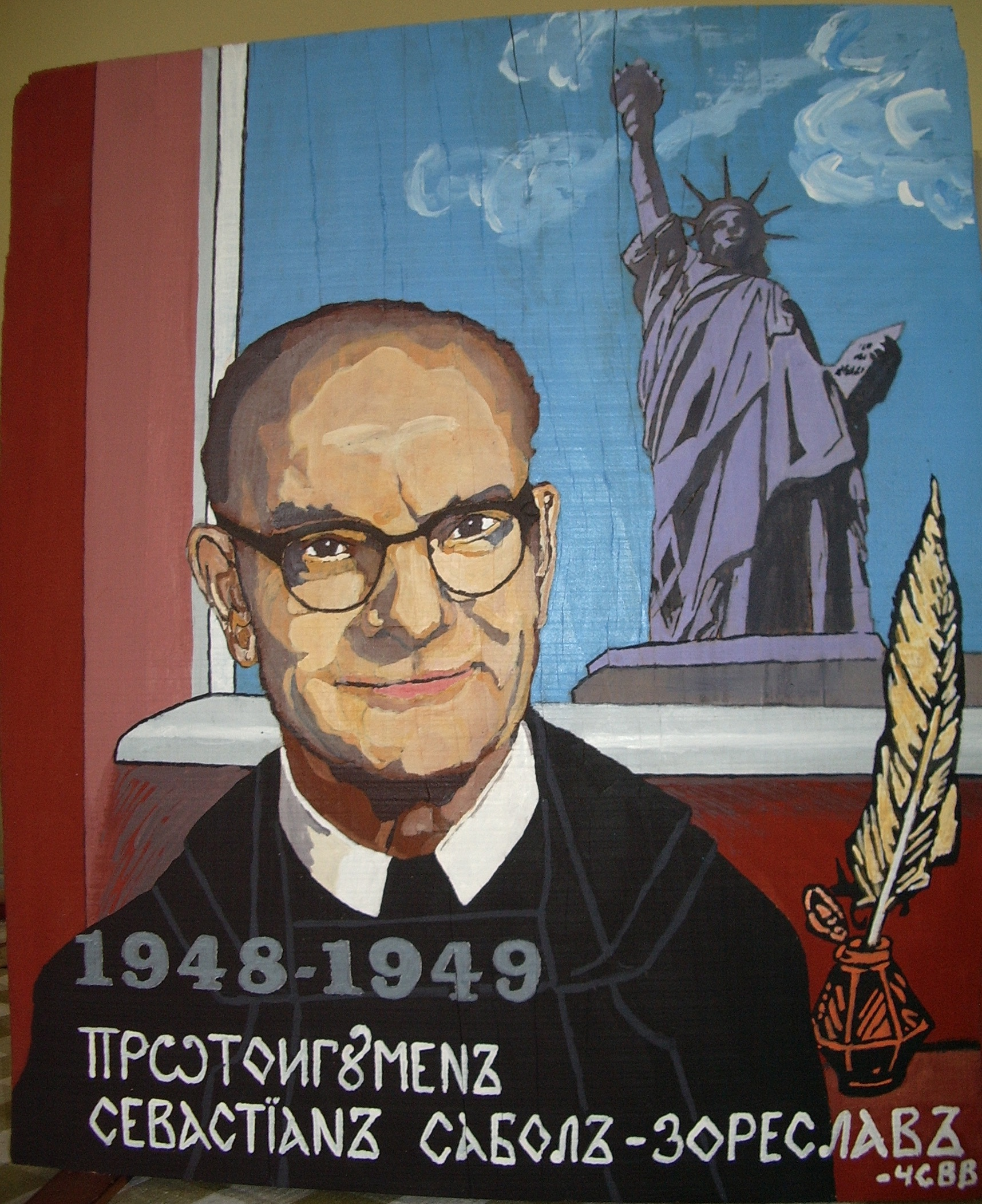
о. Севастіян Сабол, ЧСВВ ‒ малюнок на дереві

Після закінчення німецько-радянської війни (1945) заочно був засуджений на довічне ув'язнення. У 1949 році, уникаючи репресій комуністичної влади, нелегально емігрував у Рим, де в Папському Григоріянському університеті за дисертацію про Мелетія Смотрицького здобув звання доктора теології.
На початку 1950-х років переселився у США, де видав третю поетичну збірку «З ранніх весен» (1963 р.), а також декілька науково-популярних книжок. Найвизначнішими з них є «Католицтво і православ'я» (1955 р.), «Від Угорської Русі до Карпатської України» (1956 р.) та «Голгота Греко-католицької церкви в Чехословаччині» (1978 р.).
Помер 20 лютого 2003 року в місті Воррен, штат Мічиган, США. Похований на українському католицькому цвинтарі Святого Духа у Кампбелл-Голл (Гемптонбурґ, округ Оранж, штат Нью-Йорк).
Знав українську, словацьку та англійську мови.

## Вшанування пам'яті
У жовтні 2009 року Закарпатською організацією Національної спілки письменників України та народним депутатом України, письменником та меценатом Станіславом Аржевітіним для вшанування та збереження пам'яті про Севастіяна Сабола (Зореслава) заснована всеукраїнська літературна премія імені Зореслава.
Вулиця Зореслава в Ужгороді.